# Liste des Zeppelins

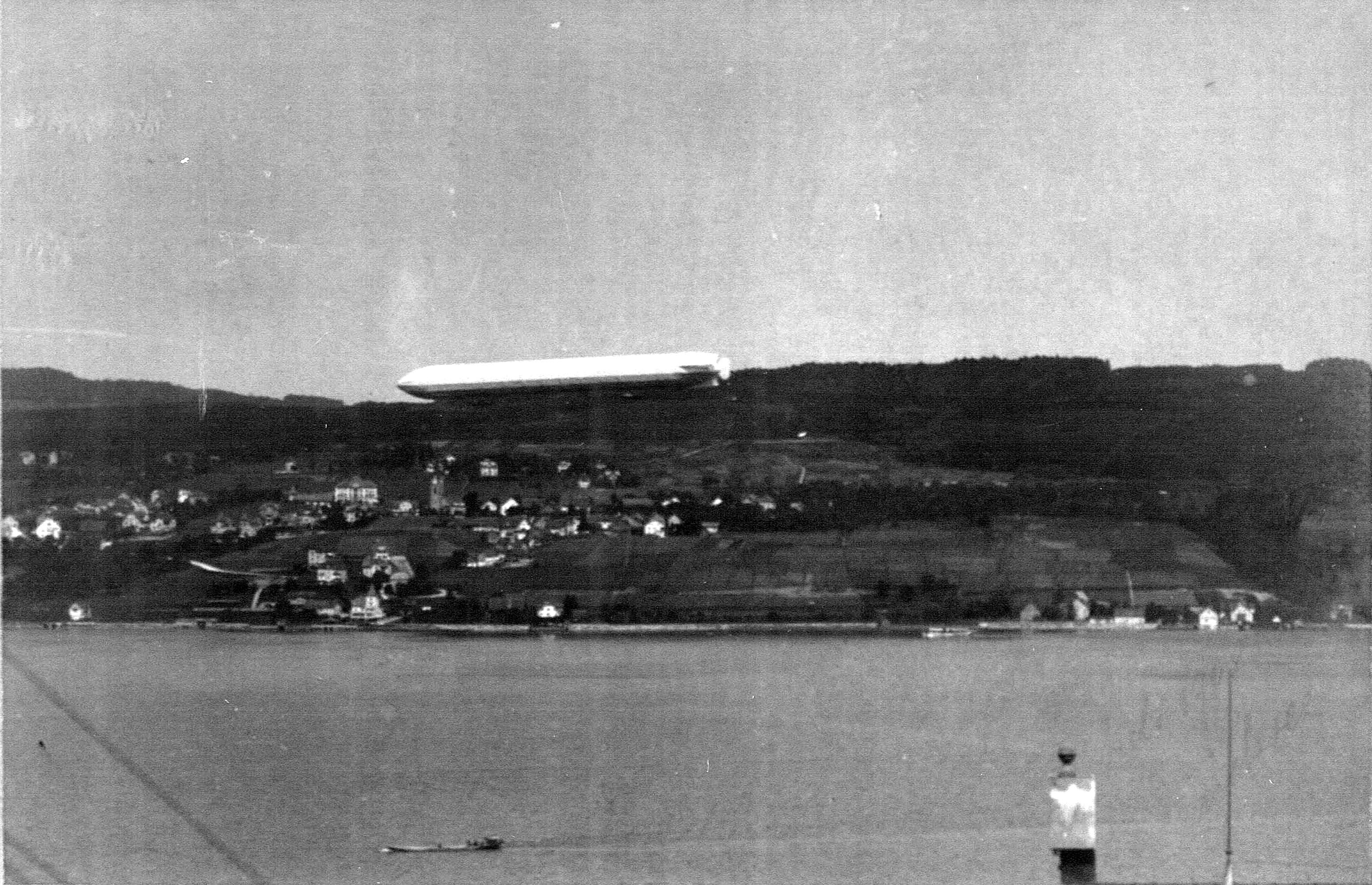
Zeppelin à Zollikon (Suisse)

Cette page présente une liste complète des zeppelins construits par la firme Luftschiffbau Zeppelin à Friedrichshafen  de 1900 à 1918. D'autres types de dirigeables rigides, plus tardifs, ou appelés « zeppelins » par antonomase, n'y figurent pas.

## Contexte historique
L'entreprise, basée à Friedrichshafen en Allemagne, numérotait les dirigeables « LZ » suivi d'un nombre, « LZ » signifiant Luftschiff Zeppelin, soit « Dirigeable Zeppelin », du nom du fondateur de la firme Ferdinand von Zeppelin. Les aéronefs utilisés à des fins civiles ont généralement un nom de baptême, alors que les dirigeables militaires n'ont souvent qu'un numéro opérationnel pour les désigner.
Les zeppelins sont utilisés comme bombardiers pendant la Première Guerre mondiale, mais ne montrent pas une grande efficacité. Au début du conflit, le commandement allemand nourrit de grands espoirs pour l'aéronef, mais ils seront vite déçus par la pratique. En théorie, les Zeppelins semblent très nettement supérieurs aux avions de l'époque. Les zeppelins sont un peu moins rapides, mais ils transportent plus d'armement, ont une plus grande charge utile de bombes ainsi qu'un rayon d'action et une résistance très supérieurs. L'empire allemand possède alors la meilleure flotte de grands dirigeables du monde, avec, au 1er août 1914, douze dirigeables militaires, dont neuf Zeppelins géants à structure rigide partagés alors essentiellement au service de la troupe aérienne de l’armée impériale allemande, sans compter la flotte civile - une douzaine de Zeppelins - en cours de militarisation. Ces avantages ne se traduisent pas dans les faits.
La première utilisation offensive de zeppelins a lieu deux jours seulement après l'invasion de la Belgique, par un seul aéronef, le Z VI, qui est endommagé par des tirs et est forcé de faire un atterrissage près de Cologne. Deux autres sont abattus en août et un est capturé par les Français. Leur utilisation contre des cibles bien défendues pendant le jour est une erreur et le haut commandement perd toute confiance dans les capacités du zeppelin, les transférant au service aérien de la marine pour d'autres missions.
La mission principale des aéronefs est la reconnaissance au-dessus de la mer du Nord et de la mer Baltique, son long rayon d'action permit aux bateaux de guerre d'intercepter de nombreux vaisseaux alliés. Pendant la totalité de la guerre, 1 200 sorties en éclaireur sont effectuées. Le service aérien de la marine impériale allemande dirige aussi un certain nombre de raids stratégiques contre la Grande-Bretagne, montrant la voie dans des opérations de bombardement et obligeant les Britanniques à mettre à niveau leurs défenses anti-aériennes. Les premiers raids sont approuvés par le Kaiser en janvier 1915. Bien que les objectifs soient militaires, comme les raids ont lieu de nuit après l'instauration du couvre-feu obligatoire, beaucoup de bombes tombent au hasard.

## Zeppelins construits avant la Première Guerre mondiale
| Machine no | Nom / Numérotation | Utilisation                                                                           | Volume (m³)     | Premier vol | Commentaires | Dernier vol |
| ---------- | ------------------ | ------------------------------------------------------------------------------------- | --------------- | ----------- | --- | ----------- |
| LZ 1       |                    | Prototype                                                                             | 11 300          | 2/7/1900    | | ?           |
| LZ 2 (en)  |                    | expérimentale                                                                         | 11 300          | 30/11/1905  | détruit par accident après un atterrissage d'urgence près de Kißlegg | 17/1/1906   |
| LZ 3       | Z I                | expérimentale ; Heer                                                                  | 11 300 à 12 200 | 9/10/1906   | acheté en 1908 par l'armée ; utilisé comme vaisseau-école ; 1913 désarmé ; détruit sur le terrain de Metz-Frescaty le 14 août 1914 | ?           |
| LZ 4 (en)  |                    | militaire (commande)                                                                  | 15 000          | 20/6/1908   | détruit par accident ; pas de victimes | 05/08/1908  |
| LZ 5 (pl)  | Z II               | expérimentale; Heer                                                                   | 15 000          | 26/5/1909   | détruit par une tempête en 1910 près de Weilbourg | 24/04/1910  |
| LZ 6 (de)  | Z III              | expérimentale ; civile (Deutsche Luftschiffahrts-Aktiengesellschaft)                  | 15 000 à 16 000 | 25/8/1909   | premières expériences de radio, premier dirigeable de la Deutsche Luftschiffahrts-Aktiengesellschaft ; détruit en 1910 à Baden-Oos à la suite d'une négligence | 14/09/1910  |
| LZ 7 (de)  | Deutschland        | civile (Deutsche Luftschiffahrts-Aktiengesellschaft)                                  | 19 300          | 19/6/1910   | détruit par accident dans la forêt de Teutoburg, irrémédiablement endommagé | 28/6/1910   |
| LZ 8 (de)  | Ersatz Deutschland | civile (Deutsche Luftschiffahrts-Aktiengesellschaft)                                  | 19 300          | 30/3/1911   | détruit le 16 mai 1911 sous les ordres de Hugo Eckener irrémédiablement endommagé, à la suite d'une rafale de vent, sur le mur du hall de l'aéroport de Düsseldorf. | 16/5/1911   |
| LZ 9       | Ersatz Z II        | Heer                                                                                  | 16 500 à 17 800 | 2/10/1911   | réformé le 1er août 1914, il fut détruit sur le terrain de Metz-Frescaty le 14 août 1914, par l'un des premiers bombardements de la Grande guerre. | ?           |
| LZ 10      | Schwaben           | civile (Deutsche Luftschiffahrts-Aktiengesellschaft)                                  | 16 500          | 26/6/1911   | détruit le 28 juin 1912 détruit dans un accident sur l'aérodrome de Düsseldorf. | ?           |
| LZ 11 (de) | Viktoria Luise     | civile (Deutsche Luftschiffahrts-Aktiengesellschaft) ; puis Heer.                     | 18 700          | 19/2/1912   | réquisitionné par l'armée en août 1914, sous le commandement du capitaine Lempertz à Francfort, plus tard utilisé comme vaisseau-école, incendié le 8 octobre 1915. | ?           |
| LZ 12      | Z III              | Heer                                                                                  | 16 500          | 25/4/1912   | Réformé le 1er août 1914, il fut détruit à Metz-Frescaty le 14 août 1914, par l'un des premiers bombardements de la Grande guerre. | ?           |
| LZ 13 (en) | Hansa              | civile (Deutsche Luftschiffahrts-Aktiengesellschaft); puis Heer.                      | 18 700          | 30/7/1912   | premier voyage prévu à l'étranger, au Danemark et en Suède, conversion en dirigeable militaire au début de la guerre, aménagement d'une plate-forme pour deux mitrailleuses, missions en France et au-dessus de la mer Baltique. À partir du printemps de 1915, utilisé comme vaisseau-école à Berlin-Johannisthal ; plus de 500 voyages à travers l'Allemagne ; désarmé à Jiiterbog en août 1916.                                                                     | ?           |
| LZ 14 (de) | L 1                | Kaiserliche Marine                                                                    | 22 500          | 7/10/1912   | détruit pendant un orage au-dessus de la mer du Nord, 14 membres d'équipage noyés. | 9/9/1913    |
| LZ 15 (nl) | Ersatz Z I         | Heer                                                                                  | 22 500          | 16/1/1913   | détruit lors d'un atterrissage d'urgence. | 19/3/1913   |
| LZ 16 (nl) | Z IV               | Heer                                                                                  | 19 500          | 14/3/1913   | posé accidentellement le 3 avril 1913, près de à Lunéville, à cause d'un brouillard trop dense. Réquisitionné en août 1914, utilisé par la VIIIe armée en Prusse-Orientale en octobre 1914, sous le commandement du capitaine von Quast, stationné à Konigsberg. Missions de reconnaissance de nuit sur Ossowietz et Schaulen, puis bombardements sur Varsovie et sur Lyck. À partir de 1915, utilisé comme vaisseau-école. Mis au rebut à Jiiterbog à l'automne 1916. | ?           |
| LZ 17 (en) | Sachsen            | civile (Deutsche Luftschiffahrts-Aktiengesellschaft); plus tard : Kaiserliche Marine. | 22 500 à 20 900 | 3/5/1913    | vaisseau-école pour la Marine dès 1914. Désarmé à l'automne 1916. | ?           |
| LZ 18 (en) | L 2                | Kaiserliche Marine                                                                    | 27 000          | 9/9/1913    | Détruit dans l'explosion d'un moteur, perte de tout l'équipage. | 17/10/1913  |
| LZ 19 (en) | Zweiter Ersatz Z I | Heer                                                                                  | 22 500          | 6/6/1913    | Irrémédiablement endommagé par une tempête le 13 juin 1914. | ?           |
| LZ 20 (nl) | Z V                | Heer                                                                                  | 22 500          | 8/7/1913    | utilisé dès 1914 pour des missions de reconnaissance dans l'ouest de la Pologne ; atterrissage d'urgence lors de la bataille de Tannenberg, après une attaque sur Mlawa. Incendié par l'équipage. | 23/8/1914   |
| LZ 21 (nl) | Z VI               | Heer                                                                                  | 20 870          | 10/11/1913  | Stationné en août 1914 sous le commandement du capitaine Kleinschmidt à Cologne. Endommagé lors de l'attaque sur Liège dans la nuit du 5 au 6 août 1914. Mis au rebut après une fuite de gaz à Bonn. | 6.8.1914    |
| LZ 22 (de) | Z VII              | Heer                                                                                  | 22 140          | 8/1/1914    | Stationné à Baden-Oos en août 1914, sous le commandement du capitaine Jacobi. Missions de reconnaissance en Alsace, pour la reconnaissance tactique et les tirs d'infanterie. Dommages irréparables, à la suite d'un atterrissage d'urgence à Saint-Quirin, commune du district de Lorraine. | 23/8/1914   |
| LZ 23 (de) | Z VIII             | Heer                                                                                  | 22 140          | 11/5/1914   | Stationné à Trèves en août 1914 sous le commandement du capitaine Andrée. Le 22 août 1914, atterrissage d'urgence lors d'une mission de reconnaissance. Il est abattu par des territoriaux du 19e escadron du train à l'est du Col de la Chapelotte. | 23/8/1914   |
| LZ 24      | L 3                | Kaiserliche Marine                                                                    | 22 470          | 11/5/1914   | 24 missions de reconnaissance au-dessus de la mer du Nord ; a participé à la première attaque aérienne sur l'Angleterre le 19 janvier 1915 ; atterrissage d'urgence en raison de dommages au moteur dans la tempête à Fanø au Danemark et détruit par son équipage. Équipage interné au Danemark. | 17.02.1915  |
| LZ 25 (de) | Z IX               | Heer                                                                                  | 22 470          | 13/7/1914   | Utilisé pour la reconnaissance et les bombardements dans le nord de la France, sous le commandement du capitaine Horn à Düsseldorf. Missions dans la nuit du 24 au 25 août 1914 contre Anvers, en septembre 1914 contre Gand et le 25 septembre 1914 contre Boulogne-sur-Mer ; détruit par des bombardements ciblés de son hangar à Düsseldorf le 8 octobre 1914. | ?           |

## Zeppelins construits durant la Première Guerre mondiale
| Machine n° | Nom / Numérotation                               | Utilisation                                      | Volume (m³)                                      | Premier vol                                      | Commentaires | Dernier vol                                      |
| ---------- | ------------------------------------------------ | ------------------------------------------------ | ------------------------------------------------ | ------------------------------------------------ | --- | ------------------------------------------------ |
| LZ 26      | Z XII                                            | Heer                                             | 25 000                                           | 14/12/1914                                       | 11 vols en France sur le front de l'Est. Détruit le 8 août 1917. | ?                                                |
| LZ 27      | L 4                                              | Marine                                           | 22 470                                           | 18/8/1914                                        | 11 vols au-dessus de la mer du nord ; premier raid aérien sur la Grande-Bretagne le 19 janvier 1915. Atterrissage d'urgence lié à la météo à Blåvandshuk au Danemark, le 17 février 1915. | 17/2/1915                                        |
| LZ 28      | L 5                                              | Marine                                           | 22 470                                           | 22/9/1914                                        | 47 missions de reconnaissance au-dessus de la mer du Nord et de la mer Baltique ; endommagé le 7 août 1915, après une attaque sur Daugavgrīva en Lettonie. | 7/8/1915                                         |
| LZ 29      | Z X                                              | Heer                                             | 22 470                                           | 13/10/1914                                       | 2 missions sur Calais et Paris ; atterrissage d'urgence après des tirs ennemis, près de Saint-Quentin dans l'Aisne. | 20/3/1915                                        |
| LZ 30      | Z XI                                             | Heer                                             | 22 470                                           | 11/11/1914                                       | Missions sur Varsovie, Grodno et le front de l'Est. Détruit par un incendie à Poznań en Pologne, le 20 mai 1915. | 20/5/1915                                        |
| LZ 31      | L 6                                              | Marine                                           | 22 470                                           | 3/11/1914                                        | A joué un rôle important dans la défense de la côte allemande, lors d'une attaque navale britannique, le 25 décembre 1914. 36 missions de reconnaissance au-dessus de la mer du Nord. Mission réussie sur l'Angleterre avec un chargement de 700 kg de bombes. Détruit par un incendie le 16 septembre 1916, à Hambourg-Fuhlsbüttel. | 19/9/1915                                        |
| LZ 32      | L 7                                              | Marine                                           | 22 470                                           | 20/11/1914                                       | 77 missions de reconnaissance au-dessus de la mer du Nord; plusieurs missions infructueuses sur les côtes anglaises. Le 4 mai 1916, abattu par un croiseur britannique. | 4/5/1916                                         |
| LZ 33      | L 8                                              | Marine                                           | 22 470                                           | 17/12/1914                                       | Missions de reconnaissance sur le front occidental. Dommages irrémédiables causés par le feu de l'ennemi le 5 mars 1915 à Tirlemont en Belgique. | 5/3/1915                                         |
| LZ 34      | LZ 34                                            | Heer                                             | 22 470                                           | 6/1/1915                                         | Missions sur le front de l'Est, avec 1 110 kg de bombes ; gravement endommagé par le feu ennemi, le 21 juin 1915, près de Insterburg en Lituanie.[Quoi ?] | 21/5/1915                                        |
| LZ 35      | LZ 35                                            | Heer                                             | 22 470                                           | 1/1/1915                                         | Missions sur Paris et Poperinge en Belgique, avec un total de 2 420 kg de bombes larguées ; atterrissage forcé près de Aeltre en Belgique. Détruits dans une tempête après de sérieux dommages occasionnés par le feu ennemi. | 13/4/1915                                        |
| LZ 36      | L 9                                              | Marine                                           | 24 900                                           | 8/3/1915                                         | 74 missions de reconnaissance au-dessus de la mer du Nord. Quatre raids aériens sur l'Angleterre avec un total de 5 683 kg de bombes larguées ; plusieurs attaques contre des sous-marins britanniques. Détruit par un incendie le 16 septembre 1916, sur l'aéroport de Hambourg. | 16/9/1916                                        |
| LZ 37      | LZ 37                                            | Heer                                             | 22 470                                           | 4/3/1915                                         | Raid sur Calais le 6, 7 juin 1915. Abattu en flammes au retour, près de Gand. | 7/6/1915                                         |
| LZ 38      | LZ 38                                            | Heer                                             | 31 900                                           | 3/4/1915                                         | Cinq raids réussis sur Harwich, Ramsgate, Southend (deux fois) et Londres, avec un total de 8 360 kg de bombes larguées. Détruit dans son hangar après un bombardement britannique, à Bruxelles. | 7/6/1915                                         |
| LZ 39      | LZ 39                                            | Heer                                             | 22 900                                           | 24/4/1915                                        | Trois raids sur le front Ouest, puis deux sur le front Est, avec un total de 4 184 kg de bombes larguées. Gravement endommagé sous le feu de l'ennemi le 17 décembre 1915. Désarmé après un atterrissage d'urgence. | 18/12/1915                                       |
| LZ 40      | L 10                                             | Marine                                           | 31 900                                           | 13/5/1915                                        | 8 raids aériens au-dessus de la mer du Nord ; 5 attaques aériennes sur l'Angleterre, avec un total de 9 900 kg de bombes larguées. Le 3 septembre 1915, détruit près de Cuxhaven. | 3/9/1915                                         |
| LZ 41      | L 11                                             | Marine                                           | 31 900                                           | 7/6/1915                                         | 31 raids aériens ; 12 attaques aériennes contre l'Angleterre, avec un total de 15 543 kg de bombes larguées. Désarmé le 25 avril 1916. | ?                                                |
| LZ 42      | LZ 72                                            | Heer                                             | 31 900                                           | 15/6/1915                                        | Structure de mauvaise qualité. Utilisé seulement comme dirigeable de formation ; désarmé le 16 février 1917. | ?                                                |
| LZ 43      | L 12                                             | Marine                                           | 31 900                                           | 21/6/1915                                        | 5 raids aériens ; amerrissage d'urgence dans la Manche après une attaque aérienne sur Londres, Harwich et Humber, le 10 août 1915. Détruit par le feu par accident. | 10/8/1915                                        |
| LZ 44      | LZ 74                                            | Heer                                             | 31 900                                           | 8/7/1915                                         | Deux attaques aériennes contre l'Angleterre, avec un total de 3 500 kg de bombes larguées ; irrémédiablement endommagé après un accident dans le brouillard, le 8 octobre 1915. | 8/10/1915                                        |
| LZ 45      | L 13                                             | Marine                                           | 31 900                                           | 23/7/1915                                        | 45 raids aériens ; 15 attaques aériennes contre l'Angleterre, avec un total de 20 667 kg de bombes larguées ; désarmé le 25 avril 1917. | ?                                                |
| LZ 46      | L 14                                             | Marine                                           | 31 900                                           | 9/8/1915                                         | Kaiserliche Marine ; 42 raids aériens ; 17 attaques aériennes contre l'Angleterre, avec un total de 22 045 kg de bombes larguées ; détruit par son équipage le 23 juin 1919. | ?                                                |
| LZ 47      | LZ 77                                            | Heer                                             | 31 900                                           | 24/8/1915                                        | 6 attaques aériennes contre l'Angleterre et la France, avec un total de 12 610 kg de bombes larguées. Détruit au cours des combats au-dessus de Verdun. | 21/2/1916                                        |
| LZ 48      | L 15                                             | Marine                                           | 31 900                                           | 9/9/1915                                         | 8 raids aériens ; 3 attaques aériennes contre l'Angleterre, avec un total de 5 780 kg de bombes larguées. Atterrissage le 1er avril 1916 après une attaque aérienne sur Londres. Équipage fait prisonnier. | 1/4/1916                                         |
| LZ 49      | LZ 79                                            | Heer                                             | 31 900                                           | 2/8/1915                                         | Total de 4 440 kg de bombes larguées au cours de plusieurs raids sur Brest-Litovsk et Kowel en août 1915 ; dommages irréparables à l'atterrissage, près de Ath, en janvier 1916. | 30/1/1916                                        |
| LZ 50      | L 16                                             | Marine                                           | 31 900                                           | 23/9/1915                                        | 44 raids aériens ; 12 attaques aériennes contre l'Angleterre, avec un total de 18 048 kg de bombes larguées ; irrémédiablement endommagé près de Brunsbüttel, le 19 octobre 1917. | 19/10/1917                                       |
| LZ 51      | LZ 81                                            | Heer                                             | 35 800                                           | 7/10/1915                                        | Mission le 9 novembre 1915 au-dessus de la Serbie ; une attaque aérienne sur Étaples en France et deux sur Bucarest, avec un total de 4 513 kg de bombes larguées ; Atterrissage fatal le 27 septembre 1916, près de Veliko Tarnovo en Bulgarie. | 27/9/1916                                        |
| LZ 52      | L 18                                             | Marine                                           | 31 900                                           | 3/11/1915                                        | Détruit dans son hangar de Tondern par une explosion le 17 novembre 1915. | 7/11/1916                                        |
| LZ 53      | L 17                                             | Marine                                           | 31 900                                           | 27/11/1915                                       | 27 raids aériens ; 9 attaques aériennes contre l'Angleterre, avec un total de 10 724 kg de bombes larguées. Détruit par le feu le 28 décembre 1916 dans son hangar de Tondern. | 2/2/1916                                         |
| LZ 54      | L 19                                             | Marine                                           | 31 900                                           | 27/11/1915                                       | attaque aérienne contre l'Angleterre le 31 janvier 1916, avec un total de 1 600 kg de bombes larguées. Amerrissage le 1er février 1916 au large des Pays-Bas. | 2/2/1916                                         |
| LZ 55      | LZ 85                                            | Heer                                             | 35 800                                           | 12/9/1915                                        | 6 attaques aériennes contre Dünaburg en Lituanie, Minsk, Riga et Thessaloniki (3 fois), avec un total de 14 200 kg de bombes larguées ; détruit le 5 mai 1916 au dessus de Thessalonique. | 5/5/1916                                         |
| LZ 56      | LZ 86                                            | Heer                                             | 35 800                                           | 10/10/1915                                       | 7 attaques aériennes sur le front de l'Est avec un total de 14 800 kg de bombes larguées ; | 4/9/1916                                         |
| LZ 57      | LZ 87                                            | Heer                                             | 35 800                                           | 6/12/1915                                        | deux attaques aériennes contre Ramsgate et Margate, avec un total de 3 000 kg de bombes larguées ; 16 raids aériens au-dessus de la Baltique ; désarmé en juillet 1917. | 28/7/1917                                        |
| LZ 58      | LZ 88 / L 25                                     | Heer/Marine                                      | 35 800                                           | 14/11/1915                                       | 14 raids aériens ; 3 attaques aériennes sur le front de l'ouest, avec un total de 4 249 kg de bombes larguées ; désarmé le 15 septembre 1917. | 15/9/1917                                        |
| LZ 59      | L 20                                             | Marine                                           | 35 800                                           | 21/12/1915                                       | 6 raids aériens ; 2 attaques aériennes contre l'Angleterre, avec un total de 2 864 kg de bombes larguées ; atterrissage forcé près de Stavanger, en Norvège. | 3/5/1916                                         |
| LZ 60      | LZ 90                                            | Heer                                             | 35 800                                           | 1/1/1916                                         | Quatre attaques aériennes à Bar-le-Duc, Norwich, Londres et Étables, avec un total de 8 860 kg de bombes larguées. Disparu le 7 novembre 1916 lors d'une tempête dans la mer du Nord. | ?                                                |
| LZ 61      | L 21                                             | Marine                                           | 35 800                                           | 12/9/1915                                        | 17 raids aériens ; 10 attaques aériennes contre l'Angleterre, avec un total de 14 442 kg de bombes larguées ; détruit le 28 novembre 1916. | 28/11/1916                                       |
| LZ 62      | L 30                                             | Marine                                           | 55 200                                           | 28/5/1916                                        | 10 attaques aériennes contre l'Angleterre, avec un total de 23 305 kg de bombes larguées. Détruit le 17 novembre 1917. | ?                                                |
| LZ 63      | LZ 93                                            | Heer                                             | 31 900                                           | 23/2/1916                                        | 3 attaques aériennes sur Dünkirchen, Mardick et Harwich, avec un total de 3 240 kg de bombes larguées. Désarmé en août 1917. | 22/2/1916                                        |
| LZ 64      | L 22                                             | Marine                                           | 35 800                                           | 2/3/1916                                         | 30 raids aériens ; 8 attaques aériennes contre l'Angleterre, avec un total de 9 215 kg de bombes larguées ; détruit le 14 mai 1917. | 14/5/1917                                        |
| LZ 65      | LZ 95                                            | Heer                                             | 35 800                                           | 31/1/1916                                        | attaque aérienne contre Vitry-le-François le 2 février 1916. | 2/2/1916                                         |
| LZ 66      | L 23                                             | Marine                                           | 35 800                                           | 8/4/1916                                         | 51 raids aériens ; 3 attaques aériennes contre l'Angleterre, avec un total de 5 254 kg de bombes larguées ; détruit le 21 août 1917. | 21/8/1917                                        |
| LZ 67      | LZ 97                                            | Heer                                             | 35 800                                           | 4/4/1916                                         | 4 attaques aériennes contre Londres (deux), Boulogne-sur-Mer et Bucarest, avec un total de 5 760 kg de bombes larguées. | ?                                                |
| LZ 68      | LZ 98                                            | Heer                                             | 35 800                                           | 28/4/1916                                        | attaque aérienne sur Londres, avec un total de 1 513 kg de bombes larguées ; | ?                                                |
| LZ 69      | L 24                                             | Marine                                           | 35 800                                           | 20/5/1916                                        | 19 raids aériens au-dessus de mer du Nord ; 4 attaques aériennes contre l'Angleterre, avec un total de 8 510 kg de bombes larguées. | 28/12/1917                                       |
| LZ 70      |                                                  |                                                  |                                                  |                                                  | |                                                  |
| LZ 71      | LZ 101                                           | Heer                                             | 35 800                                           | 29/6/1916.                                       | | ?                                                |
| LZ 72      | L 31                                             | Marine                                           | 55 200                                           | 12/7/1916                                        | | 1/10/1916                                        |
| LZ 73      | LZ 103                                           | Heer                                             | 35 800                                           | 8/8/1916                                         | | ?                                                |
| LZ 74      | L 32                                             | Marine                                           | 55 200                                           | 8/8/1916                                         | | 24/9/1916                                        |
| LZ 75      | L 37                                             | Marine                                           | 55 200                                           | 9/11/1916                                        | 17 raids aériens au-dessus de la mer du Nord, de la Baltique et de l'Angleterre ; avec un total de 6 450 kg de bombes larguées. | ?                                                |
| LZ 76      | L 33                                             | Marine                                           | 55 200                                           | 30/8/1916                                        | attaques aériennes au-dessus de Londres | 24/9/1916                                        |
| LZ 77      | LZ 107                                           | Heer                                             | 35 800                                           | 16/10/1916                                       | attaque aérienne contre Boulogne-sur-Mer en France, avec un total de 1 440 kg de bombes larguées. | ?                                                |
| LZ 78      | L 34                                             | Marine                                           | 55 200                                           | 27/9/1916                                        | 3 raids aériens ; deux attaques aériennes contre l'Angleterre, avec un total de 3 890 kg de bombes larguées. | 28/11/1916                                       |
| LZ 79      | L 41                                             | Marine                                           | ?                                                | 15/1/1917                                        | 15 raids aériens au-dessus de mer du nord ; 4 attaques aériennes contre l'Angleterre, avec un total de 6 567 kg de bombes larguées. | ?                                                |
| LZ 80      | L 35                                             | Marine                                           | 55 200                                           | 18/10/1916                                       | 13 raids aériens au-dessus de la mer du Nord et de la Baltique ; 3 attaques aériennes contre l'Angleterre, avec un total de 4 284 kg de bombes larguées ; désarmé en septembre 1918. | ?                                                |
| LZ 81      | LZ 111                                           | Heer                                             | 35 800                                           | 20/12/1916                                       | Désarmé le 10 août 1917. | ?                                                |
| LZ 82      | L 36                                             | Marine                                           | 55 200                                           | 7/11/1916                                        | 20 missions au-dessus de mer du Nord et au-dessus de l'Angleterre. | 7/2/1917                                         |
| LZ 83      | LZ 113                                           | Heer                                             | 35 800                                           | 22/2/1917                                        | | ?                                                |
| LZ 84      | L 38                                             | Marine                                           | 55 200                                           | 22/11/1916                                       | | 29/12/1916                                       |
| LZ 85      | L 45                                             | Marine                                           | 55 200                                           | 12/4/1917                                        | 12 raids aériens au-dessus de mer du nord et 3 attaques aériennes contre l'Angleterre, avec un total de 4 700 kg de bombes larguées. Dernier raid au-dessus de l'Angleterre puis de la région lyonnaise puis abattu par le vent le 20 octobre 1917 entre Mison (Alpes de haute Provence, alors Basses-Alpes) et Laragne (Hautes-Alpes). L'équipage, qui se croyait au-dessus de la Suisse fut en mesure d'incendier le vaisseau avant sa capture. Sa carcasse en aluminium git dans le cours du torrent Buech et fut récupéré par l'armée française. | 20/10/1917                                       |
| LZ 86      | L 39                                             | Marine                                           | 55 200                                           | 11/12/1916                                       | deux raids aériens au-dessus de mer du nord. | 17/3/1917                                        |
| LZ 87      | L 47                                             | Marine                                           | 55 200                                           | 11/5/1917                                        | 18 raids aériens, avec un total de 240 kg de bombes larguées. | ?                                                |
| LZ 88      | L 40                                             | Marine                                           | 55 200                                           | 3/1/1917                                         | 6 raids aériens ; deux attaques aériennes contre l'Angleterre, avec un total de 3 105 kg de bombes larguées. | 17/6/1917                                        |
| LZ 89      | L 50                                             | Marine                                           | 55 200                                           | 13/6/1917                                        | 5 raids aériens au-dessus de mer du Nord ; deux attaques aériennes contre l'Angleterre, avec un total de 4 135 kg de bombes larguées. | 20/10/1917                                       |
| LZ 90      | LZ 120                                           | Heer/Marine                                      | 55 200                                           | 31/1/1917                                        | 17 raids aériens, avec un total de 11 250 kg de bombes larguées. | ?                                                |
| LZ 91      | L 42                                             | Marine                                           | 55 500                                           | 22/2/1917                                        | 20 raids aériens ; 4 attaques aériennes contre l'Angleterre, avec un total de 6 030 kg de bombes larguées. | ?                                                |
| LZ 92      | L 43                                             | Marine                                           | 55 500                                           | 6/3/1917                                         | 6 raids aériens avec un total de 1 850 kg de bombes larguées. | 14/6/1917                                        |
| LZ 93      | L 44                                             | Marine                                           | 55 800                                           | 1/4/1917                                         | 4 raids aériens et 8 vols de reconnaissance ; abattu par la DCA à Saint-Clément au retour d'un bombardement en Angleterre. | 20/10/1917                                       |
| LZ 94      | L 46                                             | Marine                                           | 55 800                                           | 24/4/1917                                        | 19 raids aériens au-dessus de mer du nord et 3 attaques aériennes contre l'Angleterre, avec un total de 5 700 kg de bombes larguées. | ?                                                |
| LZ 95      | L 48                                             | Marine                                           | 55 800                                           | 22/5/1917                                        | | 16/6/1917                                        |
| LZ 96      | L 49                                             | Marine                                           | 55 800                                           | 13/6/1917                                        | deux raids aériens au-dessus de mer du Nord. | capturé à Bourbonne-les-Bains le 20/10/1917      |
| LZ 97      | L 51                                             | Marine                                           | 55 800                                           | 6/7/1917                                         | 3 raids aériens avec un total de 280 kg de bombes larguées. | ?                                                |
| LZ 98      | L 52                                             | Marine                                           | 55 800                                           | 14/7/1917                                        | 20 raids aériens. |                                                  |
| LZ 99      | L 54                                             | Marine                                           | 55 800                                           | 13/8/1917                                        | 14 raids aériens ; deux attaques aériennes contre l'Angleterre, avec un total de 5 840 kg de bombes larguées. | Détruit le 19/7/1918                             |
| LZ 100     | L 53                                             | Marine                                           | 56 000                                           | 8/8/1917                                         | 19 raids aériens ; 4 attaques aériennes contre l'Angleterre, avec un total de 11 930 kg de bombes larguées. | 11/8/1918                                        |
| LZ 101     | L 55                                             | Marine                                           | 56 000                                           | 1/9/1917                                         | deux attaques aériennes, avec un total de 5 450 kg de bombes larguées. | 19/10/1917                                       |
| LZ 102     | L 57                                             | Marine                                           | 68 500                                           | 26/9/1917                                        | | 8/10/1917                                        |
| LZ 103     | L 56                                             | Marine                                           | 68 500                                           | 24/9/1917                                        | 17 raids aériens. | ?                                                |
| LZ 104     | L 59                                             | Marine                                           | 68 500                                           | 30/10/1917                                       | | 7/4/1918                                         |
| LZ 105     | L 58                                             | Marine                                           | 56 000                                           | 29/10/1917                                       | deux raids aériens. | ?                                                |
| LZ 106     | L 61                                             | Marine                                           | 56 000                                           | 12/12/1917                                       | 9 raids aériens ; deux attaques aériennes contre l'Angleterre, avec un total de 4 500 kg de bombes larguées. | 28/8/1920                                        |
| LZ 107     | L 62                                             | Marine                                           | 56 000                                           | 18/12/1917                                       | deux raids aériens ; deux attaques aériennes contre l'Angleterre, avec un total de 5 923 kg de bombes larguées. | 19/7/1918                                        |
| LZ 108     | L 60                                             | Marine                                           | 55 800                                           | 18/12/1917                                       | 11 raids aériens ; une attaque aérienne contre l'Angleterre, avec un total de 3 120 kg de bombes larguées. | Détruit le 19/7/1918                             |
| LZ 109     | L 64                                             | Marine                                           | 56 000                                           | 11/3/1918                                        | 13 raids aériens au-dessus de la mer du Nord ; une attaque aérienne sur l'Angleterre, avec un total de 2 800 kg de bombes larguées. | 21/7/1919                                        |
| LZ 110     | L 63                                             | Marine                                           | 56 000                                           | 4/3/1918                                         | 3 attaques aériennes contre l'Angleterre, avec un total de 8 915 kg de bombes larguées. | ?                                                |
| LZ 111     | L 65                                             | Marine                                           | 56 000                                           | 17/4/1918                                        | attaque aérienne contre l'Angleterre le 6 août 1918. | ?                                                |
| LZ 112     | L 70                                             | Marine                                           | 62 200                                           | 1/7/1918                                         | attaque aérienne contre l'Angleterre le 6 août 1918. | 6/8/1918                                         |
| LZ 113     | L 71                                             | Marine                                           | 62 200                                           | 29/7/1918                                        | ; | ?                                                |
| LZ 114     | L 72 Dixmude                                     | Marine                                           | 62 200                                           | 9/2/1920                                         | Mise en service dans la Marine nationale française. Détruit le 21 décembre 1923 par la foudre. Il tombe en feu en Méditerranée au large de Sciacca en Sicile, commandé par Jean du Plessis de Grenédan et piloté par Sylvestre Marcaggi. Les 50 ou 52 personnes à bord périrent. | 21/12/1923                                       |
| LZ 115     | inachevé à la fin de la guerre.                  | inachevé à la fin de la guerre.                  | inachevé à la fin de la guerre.                  | inachevé à la fin de la guerre.                  | inachevé à la fin de la guerre. | inachevé à la fin de la guerre.                  |
| LZ 116     | inachevé à la fin de la guerre.                  | inachevé à la fin de la guerre.                  | inachevé à la fin de la guerre.                  | inachevé à la fin de la guerre.                  | inachevé à la fin de la guerre. | inachevé à la fin de la guerre.                  |
| LZ 117     | inachevé à la fin de la guerre.                  | inachevé à la fin de la guerre.                  | inachevé à la fin de la guerre.                  | inachevé à la fin de la guerre.                  | inachevé à la fin de la guerre. | inachevé à la fin de la guerre.                  |
| LZ 118     | inachevé à la fin de la guerre.                  | inachevé à la fin de la guerre.                  | inachevé à la fin de la guerre.                  | inachevé à la fin de la guerre.                  | inachevé à la fin de la guerre. | inachevé à la fin de la guerre.                  |
| LZ 119     | Développement du LZ 115 avec 108 000 m3, projet. | Développement du LZ 115 avec 108 000 m3, projet. | Développement du LZ 115 avec 108 000 m3, projet. | Développement du LZ 115 avec 108 000 m3, projet. | Développement du LZ 115 avec 108 000 m3, projet. | Développement du LZ 115 avec 108 000 m3, projet. |

## Zeppelins construits après la Première Guerre mondiale
| Numéro | Nom | Utilisation | Premier vol | Commentaires |
| ------ | --- | --- | --- | --- |
| LZ 120 | Bodensee ; en Italie : Esperia | civile (DELAG) ; en Italie : militaire | 20 août 1919 | ... |
| LZ 121 | Nordstern ; en France : Méditerranée | civile (Deutsche Luftschiffahrts-Aktiengesellschaft : DELAG); en France : expérimentale | 8 juin 1921 | ... |
| LZ 122 | non réalisé | non réalisé | non réalisé | non réalisé |
| LZ 123 | non réalisé | non réalisé | non réalisé | non réalisé |
| LZ 124 | non réalisé | non réalisé | non réalisé | non réalisé |
| LZ 125 | Projet : 236 m long | Projet : 236 m long | Projet : 236 m long | Projet : 236 m long |
| LZ 126 | aux États-Unis : ZR-3 USS Los Angeles | expérimentale, militaire | 27 août 1924 | ... |
| LZ 127 | Graf Zeppelin | civile (DELAG) | 18 septembre 1928 | ... |
| LZ 128 | Projet avorté pour le LZ 129 | Projet avorté pour le LZ 129 | Projet avorté pour le LZ 129 | Projet avorté pour le LZ 129 |
| LZ 129 | Hindenburg | civile "Deutsche Zeppelin-Reederei" | 4 mars 1936 | Il est détruit par un incendie, le 6 mai 1937, lors de son atterrissage à Lakehurst dans le New Jersey. La catastrophe fait 35 morts et précipite la fin de l'âge d'or des ballons dirigeables                                                                           |
| LZ 130 | Graf Zeppelin II | civile "Deutsche Zeppelin-Reederei" | 14 septembre 1938 | ... |
| LZ 131 | ... | ... | ... | ... |
| LZ 132 | Au milieu des années 1950, la construction d'un nouveau dirigeable est envisagée sur la base du LZ 131 destiné au transport des passagers, mais aussi du fret. Mais l'étude n'a pas dépassé la phase de conception, de sorte que le dirigeable n'a jamais été construit. | Au milieu des années 1950, la construction d'un nouveau dirigeable est envisagée sur la base du LZ 131 destiné au transport des passagers, mais aussi du fret. Mais l'étude n'a pas dépassé la phase de conception, de sorte que le dirigeable n'a jamais été construit. | Au milieu des années 1950, la construction d'un nouveau dirigeable est envisagée sur la base du LZ 131 destiné au transport des passagers, mais aussi du fret. Mais l'étude n'a pas dépassé la phase de conception, de sorte que le dirigeable n'a jamais été construit. | Au milieu des années 1950, la construction d'un nouveau dirigeable est envisagée sur la base du LZ 131 destiné au transport des passagers, mais aussi du fret. Mais l'étude n'a pas dépassé la phase de conception, de sorte que le dirigeable n'a jamais été construit. |
| LZ 133 | Projet des années 1980, n'ayant pas dépassé la phase de conception. | Projet des années 1980, n'ayant pas dépassé la phase de conception. | Projet des années 1980, n'ayant pas dépassé la phase de conception. | Projet des années 1980, n'ayant pas dépassé la phase de conception. |

## Zeppelins «Nouvelle technologie»
Le Zeppelin NT (Zeppelin nouvelle technologie) est un type de dirigeable construit depuis les années 1990 par la compagnie allemande Zeppelin Luftschifftechnik GmbH, à Friedrichshafen. En France, son exploitation commerciale a débuté en août 2013: des vols touristiques sont proposés depuis l'aéroport de Pontoise - Cormeilles-en-Vexin vers les châteaux de Versailles et de Chantilly.
| Numéro           | Nom                                                | Domaine d'application               | Premier essai     | Commentaires |
| ---------------- | -------------------------------------------------- | ----------------------------------- | ----------------- | --- |
| Zeppelin NT SN01 | D-LZFN „Friedrichshafen“                           | civile                              | 18 septembre 1997 | Prototype du Zeppelin NT ; affecté au transport de passagers en avril 2001 ; depuis août 2005, utilisé pour des études géologiques en Afrique du Sud ; Irrémédiablement endommagé par une tornade, sur son mât d'amarrage, au Botswana, le 20 septembre 2007 ; 3 306 heures de vol |
| Zeppelin NT SN02 | D-LZZR „Bodensee“ in Japan: JA101Z „Yokoso! Japan“ | civile                              | 10 août 2001      | Premier ballon dirigeable de série, le 2 mars 2004, vendu au Japon, baptisé JA101Z "Yokoso! Japan". En 2011, démontage pour entretien et révision jusqu'au printemps 2012, maintenant : SN02R (D-LZFN)                                                                             |
| Zeppelin NT SN03 | D-LZZF "Baden-Württemberg"                         | civile (Deutsche Zeppelin-Reederei) | 8 février 2003    | Second ballon dirigeable de série |
| Zeppelin NT SN04 | D-LZNT "Eureka"                                    | civile                              | 21 mai 2008       | Troisième ballon dirigeable de série, la firme Airship Ventures (à Moffet Field près de San Francisco, États-Unis) a loué le dirigeable. Le 21 novembre 2008, baptisé Eureka. |

## Sources
- Ernst von Hoeppner : Deutschlands Krieg in der Luft. Koehler, Berlin, 1921.
- Peter Kleinheins : Die Großen Zeppeline. Die Geschichte des Luftschiffbaus. VDI-Verlag, Düsseldorf, 1985.
- Peter Mayer : Luftschiffe – Die Geschichte der deutschen Zeppeline. Bernard & Graefe Verlag, Bonn, 1996.
- Horst Julius Freiherr Treusch von Buttlar-Brandenfels : Unbekanntes von Luftschiffen, ihrer Kriegsführung und ihren Verlusten. In: Friedrich Felger (éd.): Was wir vom Weltkrieg nicht wissen. W. Andermann, Berlin, 1929 (p. 172–197).
- Meighörner, W. (2002) : Einleitung, in: Luftschiffe: Die nie gebaut wurden, Friedrichshafen, (p. 9-11).
- Waibel, B. (2002) : « Das Projekt LZ 132. Wiederbelebung der Zeppelin-Luft Schiffahrt in den fünfziger Jahren? », in: Meighörner, W. (éd.) : Luftschiffe: Die nie gebaut wurden, (p. 138-149).